# Eiðaskógr

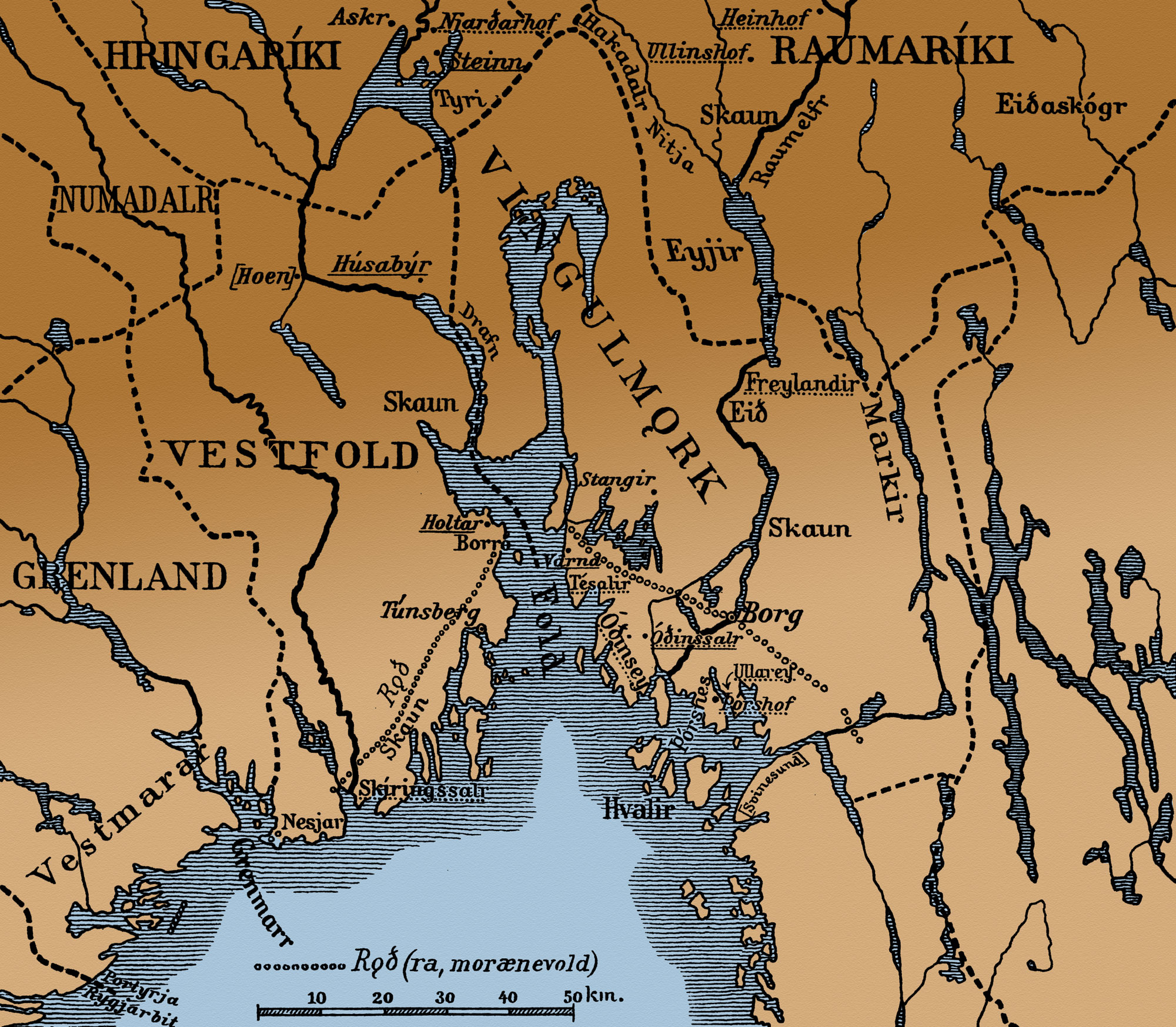
Karte Südostnorwegens mit altnordischen Ortsnamen. Der Eiðakógr oben rechts.

Der Eiðaskógr ist ein in zahlreichen altnordischen Quellen genannter Wald, der damals die Grenze zwischen Norwegen und Schweden bildete und genauer zwischen dem heutigen Südostnorwegen und Värmlands län in Schweden lag.
In der Óláfs saga helga in der Heimskringla nach Snorri Sturluson heißt es in Kapitel 59 über den Mord an Eilífr gauzki, dass der angesehene Bauer Brýnjólfr úlfaldi dem norwegischen König Olav II. Haraldsson folgende Beschreibung lieferte: „Wir Bauern wissen, wohin sich die Landschaft in alter Zeit gerichtet hat zwischen dem König Norwegens, dem Schwedenkönig und dem Dänenkönig, dass der Gautelfr bestimmt hat vom Vænir bis zur See, aber im Norden der Grenzwald des Eiðaskógr und von dortaus Kilir ganz nach Norden bis zur Finnmǫrk.“
In derselben Saga heißt es in Kapitel 191 über die Reise König Olavs nach Hólmgarðr: „Es ist zu sagen von der Reise Ólafr konungs, dass er zuerst aus Norwegen ostwärts durch den Eiðaskógr nach Vermaland fuhr, und dann hinaus nach Vatnsbú, und sodann durch den Wald, der auf dem Weg liegt, und kam so nach Næríki.“
In den Bǫglunga sǫgur heißt es in Kapitel 6: „Die Baglar nahmen das Schiff und ruderten den Fluss [Gautelfr] hinauf ganz bis zum [Wasserfall] Naustdalsfors [vermutlich bei Älvängen], setzten dort die Schuten auf und brannten sie ab, zogen dann nach Markir und so nach Norden zum Eiðaskógr zu den Upplǫnd, trafen den König im Mjǫrs.“
In der Egils saga Skallagrímssonar wird der Wald ebenfalls mehrfach genannt, unter anderem in Kapitel 75, wo Egill und seine Leute dort 25 Männer töteten. Dort heißt es: „Der Eiðaskógr ist derart, dass der Grenzwald groß ist ganz bis an die Dörfer beiderseits, und in der Mitte ist der Wald weithin mit Kleinholz und Gebüsch, aber mancherorts gänzlich waldlos.“